# Katō (Familienname)
Katō (jap. 加藤) ist ein japanischer Familienname. Er ist der zehnthäufigste Familienname in Japan. Außerhalb von Japan ist auch die Schreibweise Kato anzutreffen.

## Namensträger

### A
- Aki Kato (* 1966), japanische Choreografin
- Akiko Katō, Geburtsname von Akiko Sekiwa (* 1978), japanische Curlerin
- Akio Katō, bekannt als Hiroyuki Nagato (1934–2011), japanischer Schauspieler
- Ameril Umbra Kato (1946–2015), philippinischer Islamist
- Asami Katō (* 1990), japanische Langstreckenläuferin
- Ayuko Katō (* 1979), japanische Politikerin

### C
- Chiharu Kato (* 1996), japanischer Fußballspieler
- Chihiro Katō (Volleyballspielerin) (* 1988), japanische Volleyballspielerin
- Chihiro Katō (Fußballspieler) (* 1998), japanischer Fußballspieler
- Katō Chikage (1735–1808), japanischer Literaturwissenschaftler und Dichter

### D
- Daijirō Katō (1976–2003), japanischer Motorradrennfahrer
- Daishi Katō (* 1983), japanischer Fußballspieler
- Katō Daisuke (1911–1975), japanischer Schauspieler
- Daisuke Kato (Fußballspieler) (* 1998), japanischer Fußballspieler
- David Kato (1964–2011), ugandischer Schwulenaktivist

### E
- Katō Eishū (1873–1939), japanischer Maler der Nihonga-Richtung
- Emiri Katō (* 1983), japanische Synchronsprecherin und Sängerin

### F
- Fujiko Katō (* 1946), japanische Skilangläuferin

### G
- Gen Kato (* 2003), japanischer Fußballspieler
- Katō Gen’ichi (1890–1979), japanischer Physiologe
- Gō Katō (1938–2018), japanischer Schauspieler

### H
- Katō Hajime (1900–1968), japanischer Keramiker
- Kato Hideki (* 1962), japanischer Musiker
- Hidenori Katō (* 1981), japanischer Fußballspieler
- Hifumi Katō (* 1940), japanischer Shōgispieler
- Hijiri Katō (* 2001), japanischer Fußballspieler
- Katō Hiroharu (1870–1939), japanischer Marineoffizier
- Hiroki Katō (Rennfahrer) (* 1968), japanischer Autorennfahrer
- Hiroki Katō (Fußballspieler) (* 1986), japanischer Fußballspieler
- Katō Hiroyuki (1836–1916), japanischer Politiker und Gelehrter
- Hiroshi Katō (Wirtschaftswissenschaftler) (1926–2013), japanischer Ökonom und Hochschullehrer
- Hiroshi Katō (Aikidoka) (1935–2012), japanischer Aikido-Meister
- Hiroshi Katō (Fußballtrainer) (* 1951), japanischer Fußballtrainer
- Hiroshi Katō (Grafiker) (* 1965), japanischer Manga-Artdirector
- Hisashi Katō (* 1956), japanischer Fußballspieler und -trainer

### I
- Katō Ichirō (1922–2008), japanischer Rechtsgelehrter

### J
- Jōji Katō (* 1985), japanischer Eisschnellläufer
- Jun’ya Katō (* 1994), japanischer Fußballspieler

### K
- Katsunobu Katō (* 1955), japanischer Politiker
- Kazue Katō, bekannt als Hibari Misora (1937–1989), japanische Sängerin und Schauspielerin
- Kazue Katō (* 1980), japanische Comiczeichnerin
- Kazuhiko Katō, eigentlicher Name von Monkey Punch (1937–2019), japanischer Comiczeichner
- Kazuhiko Kato (Musiker) (1947–2009), japanischer Musiker
- Kazuya Katō (* 1952), japanischer Mathematiker
- Kento Katō (* 1995), japanischer Fußballspieler
- Katō Kiyomasa (1561–1611), japanischer Lehnsherr
- Kiyomi Katō (Ringer) (* 1948), japanischer Ringer
- Kiyomi Katō (Volleyballspielerin) (* 1953), japanische Volleyballspielerin
- Kōhei Katō (* 1989), japanischer Fußballspieler
- Kōichi Katō (1939–2016), japanischer Politiker (LDP)
- Kōichi Katō (DPJ), japanischer Politiker (DPJ)
- Kōken Katō (* 1989), japanischer Fußballspieler
- Koyuki Katō, eigentlicher Name von Koyuki (* 1976), japanisches Model und Schauspielerin
- Kunio Katō (* 1977), japanischer Trickfilmer
- Katō Kyōtai (1732–1792), japanischer Haiku-Dichter

### M
- Masaaki Katō (* 1958), japanischer Fußballspieler
- Masao Katō (1947–2004), japanischer Go-Spieler
- Masaru Katō (* 1991), japanischer Fußballspieler
- Masaya Katō (* 1963), japanischer Schauspieler
- Masayoshi Katō, eigentlicher Name von Kenji Sahara (* 1932), japanischer Schauspieler
- Katō Michio (Autor) (1918–1953), japanischer Dramaturg
- Katō Michio (Generalleutnant), japanischer Generalleutnant
- Miliyah Katō (* 1988), japanische Singer-Songwriterin
- Mitsuo Katō (* 1953), japanischer Fußballspieler
- Mitsuyoshi Katō (* 1942), japanischer Mathematiker
- Miyoshi Katō (* 1962), japanische Eisschnellläuferin und Shorttrackerin
- Miyozō Katō (1912–2012), japanischer Maler
- Miyu Katō (Tennisspielerin) (* 1994), japanische Tennisspielerin
- Miyu Katō (Tischtennisspielerin) (* 1999), japanische Tischtennisspielerin
- Moriyuki Kato (1934–2020), japanischer Politiker
- Katō Mutsuki (Politiker) (1926–2006), japanischer Politiker
- Mutsuki Katō (Fußballspieler) (* 1997), japanischer Fußballspieler

### N
- Nobuhiro Katō (* 1984), japanischer Fußballspieler
- Nobuyuki Katō (* 1920), japanischer Fußballspieler
- Nozomu Katō (* 1969), japanischer Fußballspieler

### R
- Ren Katō (* 1999), japanischer Fußballspieler
- Ryō Katō (Künstler) (* 1978), japanischer Maler
- Ryō Katō (Schauspieler) (* 1990), japanischer Schauspieler
- Ryōhei Katō (* 1993), japanischer Turner
- Ryūji Katō (* 1969), japanischer Fußballspieler

### S
- Sawao Katō (* 1946), japanischer Turner
- Sean Kato, US-amerikanischer Biathlet
- Katō Sechi (1893–1989), japanische Chemikerin
- Seigo Katō (* 1998), japanischer Skirennläufer
- Katō Seizō (Politiker) (1900–1965), japanischer Politiker
- Seizō Katō (Synchronsprecher) (1927–2014), japanischer Synchronsprecher
- Shin’ichi Katō (Bassist) (* 1958), japanischer Jazzmusiker
- Shin’ichi Katō (Trompeter), japanischer Jazzmusiker
- Shintarō Katō (* 1999), japanischer Fußballspieler
- Shin’ya Katō (* 1980), japanischer Fußballspieler
- Katō Shizue (1897–2001), japanische Politikerin
- Shōji Katō (* 1930?), japanischer Soziologe und Hochschullehrer
- Katō Shūichi (1919–2008), japanischer Mediziner und Literaturwissenschaftler
- Shūichi Katō (Politiker) (* 1947), japanischer Politiker
- Katō Shūson (1905–1993), japanischer Dichter und Literaturwissenschaftler
- Sonja Kato-Mailath-Pokorny (* 1972), österreichische Politikerin (SPÖ)

### T
- Tadashi Katō (1935–2020), japanischer Radrennfahrer
- Taichi Katō (* 1997), japanischer Fußballspieler
- Taihei Katō (* 1984), japanischer Nordischer Kombinierer
- Taiki Katō (* 1993), japanischer Fußballspieler
- Taisei Katō (* 2002), japanischer Fußballspieler
- Taizo Kato (1887–1924), japanisch-amerikanischer Fotograf
- Katō Takaaki (1860–1926), japanischer Politiker
- Takayuki Katō (Musiker) (* 1955),  japanischer Jazzmusiker
- Takayuki Katō (Schauspieler) (* 1977), japanischer Schauspieler
- Takayuki Katō (Baseballspieler) (* 1992), japanischer Baseballspieler
- Takehiro Katō (* 1974), japanischer Fußballspieler
- Takehisa Katō (* 1941), japanischer Radrennfahrer
- Takeshi Katō (1942–1982), japanischer Turner
- Katō Takeo (1877–1963), japanischer Banker
- Takumi Kato (* 1999), japanischer Fußballspieler
- Katō Tōkurō (1898–1985), japanischer Keramiker
- Takuto Katō (* 1999), japanischer Fußballspieler
- Tetsuya Katō (Schauspieler) (1941–1983), japanischer Schauspieler und Sänger
- Tetsuya Katō (Fußballspieler) (* 1996), japanischer Fußballspieler
- Tomoe Katō (* 1978), japanische Fußballspielerin
- Tomohiro Katō (1982–2022), japanischer Amokläufer, siehe Amoklauf von Akihabara
- Katō Tomosaburō (1861–1923), japanischer Politiker
- Toshikazu Katō (* 1981), japanischer Fußballspieler
- Tosio Kato (1917–1999), japanischer Mathematiker

### Y
- Yasuaki Katō (* 1976), japanischer Fußballspieler
- Yoshio Katō (* 1957), japanischer Fußballspieler
- Yoshiyuki Katō (* 1964), japanischer Fußballspieler
- Yuka Katō (* 1986), japanische Schwimmerin
- Yūki Katō (* 1997), japanischer Fußballspieler
- Yukiko Katō (1936–2024), japanische Schriftstellerin
- Yuma Kato (* 2001), japanischer Fußballspieler